# Porsanger
Gmina Porsanger (norw. Porsanger kommune) – norweska gmina leżąca w okręgu Finnmark. Jej siedzibą jest miasto Lakselv (płn.-lap. Leavdnja).
Porsanger jest 3. norweską gminą pod względem powierzchni.

## Demografia
Według danych z roku 2005 gminę zamieszkuje 4299 osób. Gęstość zaludnienia wynosi 0,88 os./km². Pod względem zaludnienia Porsanger zajmuje 222. miejsce wśród norweskich gmin.
| ludność stan na 1 stycznia 2005 |         |           |       |
|                                 | kobiety | mężczyźni | razem |
| osób                            | 2195    | 2104      | 4299  |
| %                               | 51,06%  | 48,94%    | 100%  |

| wykształcenie stan na 1 października 2004 |        |         |        |        |
|                                           | podst. | średnie | wyższe | niezn. |
| osób                                      | 819    | 1874    | 662    | 91     |
| %                                         | 23,77% | 54,38%  | 19,21% | 2,64%  |

## Edukacja
Według danych z 1 października 2004:
- liczba szkół podstawowych (norw. grunnskolar): 4
- liczba uczniów szkół podst.: 557

## Władze gminy
Według danych na rok 2011 administratorem gminy (norw. rådmann) jest Gunnar Lillebo, natomiast burmistrzem (norw. ordfører, d. norw. borgermester) jest Mona Skanke.